# Anetol
Anetol (ou trans-anetol) é um composto aromático de origem vegetal responsável pelo aroma e sabor a anis, por vezes referido por anisado ou erva-doce, que ocorre naturalmente nas plantas do anis, do funcho e do anis-estrelado. É comercializado em diversos graus de pureza sob vários nomes, entre os quais p-propenilanisol, cânfora de anis, isoestragol, extracto de erva-doce, extracto de anis e óleo de anis. O nome químico padrão IUPAC é trans-1-metoxi-4-(prop-1-enil)benzeno, tendo a estrutura molecular constante da caixa à direita. Quimicamente é um éter insaturado. O isómero cis -anetol apresenta características físicas diferentes.

## Características
O anetol assume à temperatura ambiente, a forma de cristais brancos com um ponto de fusão de 21 °C e um ponto de ebulição de 234 °C. A sua fórmula química é C10H12O, sendo estreitamente relacionado com o estragol, um composto que ocorre naturalmente num grande número de umbelíferas, entre as quais a salsa, e de labiadas, como o manjericão e a sálvia.
O anetol é percebido pelo paladar humano como sendo adocicado, sendo estimado que o seu poder edulcorante seja 13 vezes superior ao da sacarose, o comum açúcar de mesa. O cheiro e sabor são considerados agradáveis pela maioria das pessoas, mesmo em elevadas concentrações. Aparenta ser ligeiramente tóxico, tendo efeito irritante para as mucosas em grandes concentrações.
Estudos laboratoriais realizados em ratos apontam que o anetol pode estimular a regeneração hepática em ratos e que tem naqueles mamíferos actividade espasmolítica quando em grandes doses.
O anetol é um precursor metabólico da para-metoxi-anfetamina (PMA), um composto traficado com a designação de  Ecstasy, cujo consumo já resultou em múltiplos casos fatais.